# Die andere Seite (1931)
Die andere Seite ist ein Antikriegsfilm des Regisseurs Heinz Paul aus dem Jahr 1931. Die Hauptrollen sind mit Conrad Veidt, Theodor Loos und Friedrich Ettel sowie Viktor de Kowa besetzt. Als Vorlage für das Drehbuch diente der Roman Journey's End von R. C. Sherriff.

## Handlung
Erster Weltkrieg. Am Abend des 18. März 1918, kurz vor der deutschen Frühjahrsoffensive, wird der junge englische Leutnant Raleigh an die Westfront in die Kompanie des Hauptmanns Stanhope versetzt. Er freut sich, Stanhope zu treffen, den er von früher kennt und der mit seiner Schwester verlobt ist. Der Krieg hat Stanhope allerdings verändert; er ist desillusioniert und zum Alkoholiker geworden. Allerdings versucht er, weiterhin das Bild des vorbildlichen Offiziers aufrechtzuhalten. Da er befürchtet, Raleigh könnte die Wahrheit über ihn an seine Schwester schreiben, zensiert er dessen Brief, in dem aber nur Gutes über ihn steht. 
Oberleutnant Osborne und Raleigh sollen bei einem Vorstoß gegen die deutschen Linien einen Deutschen gefangen nehmen, um ihn verhören zu können. Osborne kommt dabei ums Leben und Raleigh wird mit den Schrecken des Krieges konfrontiert. Nachdem Raleigh bei einem Angriff der Deutschen schwer verwundet wird, bringt man ihn zu Stanhope, wo er in dessen Armen stirbt.
Schließlich wird auch der britische Offiziersunterstand von Granaten getroffen und zerstört.

## Produktionsnotizen
Der Drehbeginn zu Die andere Seite fiel auf den 8. August 1931. Der Film feierte seine Premiere am 29. Oktober 1931 im Berliner Atrium-Kino. Die nationalsozialistische Filmzensur verbot die Produktion am 28. April 1933.
Produzent Joseph Candolini übernahm auch die Produktionsleitung. Robert A. Dietrich entwarf die Filmbauten, Willi Ernst die Kostüme. Karl Brodmerkel und Carl Erich Kroschke waren für den Ton zuständig. Es wird das Lied “Weit ist der Weg zurück ins Heimatland” gespielt.

## Kritik
„Ein aufrichtiger Film gegen den Krieg – gewissermaßen die deutsche Version von Im Westen nichts Neues“, urteilte das Lexikon des internationalen Films.